# قلعه آشیاوآ
بقایای قلعه آشیاوآ مربوط به دوره ساسانیان است و در شهرستان دالاهو، بخش مرکز ی، دهستان بان زرده، ۱ کیلومتری شمال شرقی روستای زرده واقع شده و این اثر در تاریخ ۲۶ اسفند ۱۳۸۶ با شمارهٔ ثبت ۲۱۸۰۰ به‌عنوان یکی از آثار ملی ایران به ثبت رسیده است.